# 日比野克彦
日比野 克彦（ひびの かつひこ、1958年8月31日 - ）は、日本の現代美術家。東京芸術大学学長。段ボールを使った作品で知られる。

## 経歴
1958年岐阜県岐阜市生まれ。 岐阜大学教育学部附属中学校を卒業。岐阜県立加納高等学校を卒業後、多摩美術大学美術学部グラフィックデザイン学科に進学（同級生にしりあがり寿がいた）。同大学に1年在学した後、東京芸術大学美術学部デザイン学科に再入学し、1982年に卒業。1984年、同大学大学院修士課程修了。1980年代に領域横断的、時代を映す作風で注目される。作品制作の他、身体を媒体に表現し、自己の可能性を追求し続ける。1986年シドニー・ビエンナーレ、1995 年ヴェネチア・ビエンナーレに出品。 
近年では、館内の展示室だけでなく、様々な地域の人々と共同制作を行いながら、受取り手の感受する力に焦点を当てたアートプロジェクトを展開し、社会で芸術が機能する仕組みを創出する。2003年大地の芸術祭 越後妻有アートトリエンナーレにて「明後日新聞社文化事業部」を設立、同時に「明後日朝顔プロジェクト」を開始。2005年 水戸芸術館「HIBINO EXPO」、2006年岐阜県美術館「HIBINO DNA AND」、2007年金沢21世紀美術館「 ホーム→アンド←アウェー」方式、熊本市現代美術館「HIGO BY HIBINO」など個展を開催。
2012年「種は船～航海プロジェクト」を実施。2013年 瀬戸内国際芸術祭2013にて「海底探査船美術館プロジェクト・一昨日丸」を発表。同年・翌年（2013・14年）「六本木アートナイト」にてアーティスティックディレクターを務める。2010年より4年の1度のサッカーW杯年に合わせ、「マッチフラッグプロジェクト」を開始。2014年もブラジル大会への熱い想いを胸にワークショップを実施し、スタジアムをスポーツとアートの交流の場とした。1995年から1999年まで東京芸術大学美術学部デザイン学科助教授、1999年から2007年まで東京芸術大学美術学部先端芸術表現科助教授/准教授を経て2007年10月より教授、2016年より美術学部長に就任。現在、日本サッカー協会社会貢献委員長。
2015年4月1日より、岐阜県美術館の館長に就任した。
2021年4月4日、東京オリンピック聖火リレーでJR岐阜駅前から走者を務めた。
2021年6月1日より、熊本市現代美術館の館長に就任することになった。
2022年4月より6年の任期で東京芸術大学の学長を務める。
2022年4月より、文化庁障害者文化芸術活動推進有識者会議委員(座長)に就任した。
2023年4月より、熊本市文化顧問に就任した。

## 主な役職
- 東京芸術大学学長
- 岐阜県美術館館長
- 熊本市現代美術館館長
- 日本サッカー協会社会貢献委員長
- 東京芸術文化評議会  評議員
- 東京芸術文化評議会アール・ブリュット検討部会 座長

## 主な受賞歴
- 1982年　第3回日本グラフィック展大賞
- 1983年　第1回日本イラストレーション展グランプリ
- 1983年　第30 回東京ディレクターズクラブADC 賞最高賞
- 1990年　IBA /インターナショナル ブロードキャスティングアワーズ
- 1990年　ディスプレイデザイン年賞’ 90 奨励賞
- 1990年　東京都屋外広告物優秀賞都知事賞
- 1999年　毎日デザイン賞グランプリ
- 2016年　芸術選奨文部科学大臣賞
- 2022年　第54回東海テレビ文化賞

## 展覧会・国際芸術祭
- 1986年：シドニー・ビエンナ ーレ
- 1995年：ヴェネチア・ビエンナーレ
- 2003年：大地の芸術祭 越後妻有アートトリエンナーレ2003「明後日新聞社文化事業部」
- 2005年：水戸芸術館「HIBINO EXPO」
- 2006年：岐阜県美術館「HIBINO DNA AND」
- 2007年：熊本市現代美術館（HIGO　BY・HIBINO）
- 2007年：霧島アートの森（日々の旅に出る。）
- 2007年：金沢21世紀美術館「ホーム→アンド←アウェー」方式
- 2008年：ボーダレス・アートミュージアム NO-MA企画展「飛行する記憶～記憶は創造を呼び起こす～」出展
- 2010年：3331 Arts Chiyoda「ひとはなぜ絵を描くのか」
- 2012年：にいがた水と土の芸術祭
- 2013年：瀬戸内国際芸術祭「海底探査船美術館プロジェクト 一昨日丸／OTOTOI丸」
- 2013年：川崎市岡本太郎美術館「Hibino on side off side 日比野克彦」展
- 2015年：大地の芸術祭 越後妻有アートトリエンナーレ2015「明後日新聞社文化事業部」
- 2016年：瀬戸内国際芸術祭「海底探査船美術館プロジェクト 一昨日丸／OTOTOI丸／Re-ing-A」
- 2016年：KENPOKU ART 2016 茨城県北芸術祭「HIBINO HOSPITAL（日比野美術研究室付属病院放送部）」
- 2018年：大地の芸術祭 越後妻有アートトリエンナーレ2018「明後日新聞社文化事業部／あざみひら演劇祭／喫茶TURN」
- 2021年：姫路市立美術館日比野克彦展「明後日のアート」

## 主な作品

### 美術作品
- 「PRESENT AIRPLANE」
- 「GRAND PIANO」
- 「NITO」

### デザイン
- 「J TRIP BAR」

### パフォーマンス
- 「HIBINO THEATRE」

### アートプロジェクト
- 「HIBINO HOSPITAL」
- 「明後日朝顔プロジェクト」
- 「明後日新聞社文化事業部」
- 「種は船プロジェクト」
- 「瀬戸内海底探査船美術館プロジェクト」
- 「アジア代表日本」
- 「MATCH FLAG PROJECT」
- 「HEART MARK VIEWING」
- 「こよみのよぶね」

### 監修
- 「こよみのよぶね」
- 「サッカーボールアート展」
- 「六本木アートナイト」(-2015)
- 「TURN」
- 「アートまるケット」
- 「DOORプロジェクト」
- 「東京数寄フェス」
- 「UENOYES」

### 著作
- 『8万文字の絵――表現することについて』PHP研究所、1997年
- 『100の指令』朝日出版社、2003年

## 監修
- 2005年 こよみのよぶね（岐阜）
- 2012年 第67回国民体育大会「ぎふ清流国体」第12回全国障害者スポーツ大会「ぎふ清流大会」総合プロデューサー（岐阜）
- 2013年-2015年「六本木アートナイト」アーティスティックディレクター（六本木/ 東京）
- 2014年「サッカーボールアート展」（西武渋谷／東京）
- 2014年-2015年日本財団　アール・ブリュット美術館合同企画展2014-2015「TURN／陸から海へ（ひとがはじめからもっている力）」（みずのき美術館/ 京都、鞆の津ミュージアム/ 広島、はじまりの美術館/ 福島、藁工ミュージアム/ 高知）
- 2015年 水戸芸術館25 周年記念事業「カフェ・イン・水戸R」関連プログラム「Re MITO100」プロジェクト・ディレクター（水戸芸術館/ 茨城）
- 2015年 みんなの森 ぎふメディアコスモス開館記念事業「みんなのアート（それぞれのらしさ)」（みんなの森 ぎふメディアコスモス/岐阜）
- 2015年 アートまるケット日比野克彦ディレクション「花は色の棲家」（岐阜県美術館/ 岐阜）
- 2015年- アーツカウンシル東京主催 2020年に向けたリーディング・プロジェクト「TURNプロジェクト」（東京都美術館/東京）
- 2017年-「Diversity on the Arts Project」（愛称:DOORプロジェクト）

## 出演

### テレビ
- 日曜美術館「アートと音楽 坂本龍一×日比野克彦」（2013年1月13日、NHK Eテレ）[9]

### ラジオ
- JT SOUND SCAPE（TOKYO FM）
- 東日本復興支援プロジェクト J-WAVE HEART TO HEART SEASON 3（2015年4月5日 ‐ 2016年3月6日、J-WAVE、毎月1回第1週目日曜22時05分 ‐ 22時54分[10]）
- TOKYO SPEAKEASY（2023年4月 - 、TOKYO FM）日替わりレギュラー